# Czekista
Czekista (ros. Чекист / Cziekist) – rosyjsko-francuski dramat psychologiczny z 1992 roku w reżyserii Aleksandra Rogożkina. Scenariusz powstał na motywach powieści Władimira Zazubrina pt. Drzazga.

## Opis fabuły
Tytułowy „czekista” to szef gubernialnego Czeka Andriej Srubow, który wraz z dwoma współtowarzyszami codziennie wydaje wyroki śmierci na wszelkiego rodzaju „wrogów klasowych”. „Cziekiści” nie bawią się w żadne procesy – po krótkim przesłuchaniu lub zaledwie odczytaniu nazwiska i oskarżenia wydają wyrok, jest on zawsze taki sam – rozstrzelanie. Jak kilkakrotnie powtarza Srubow: „Rewolucja to nie żadna filozofia”. Osobiście asystuje w egzekucjach skazańców w podziemiach swojego urzędu. Codziennie ciężarówka pełna trupów opuszcza więzienie. Jednak w końcu machina nieustającego, ślepego mordu pochłania również i jego – Srubow traci rozum i pewnego dnia próbuje niepostrzeżenie stanąć razem z innymi skazańcami przed lufami rewolwerów swoich kolegów. Rozpoznany, w ostatniej chwili unika śmierci i zostaje wysłany do szpitala psychiatrycznego.

## Obsada aktorska
- Igor Siergiejew – Andriej Srubow
- Alieksiej Połujan – Piepiel (współpracownik Srubowa)
- Michaił Wasserbaum – Katz (współpracownik Srubowa)
- Siergiej Isawnin – czekista Chudonogow
- Wasilij Domraczew – czekista Sołomin
- Aleksadnr Miedwiediew – czekista Mudynia
- Wiktor Chozjainow – czekista Niepomniajuszczij
- Aleksandr Charaszkiewicz – czekista Boże
- Nina Usatowa – sprzątaczka

i inni.